# Libanon-krigen 2006
Libanon-krigen 2006 (i Libanon kaldt Juli-krigen (Arabisk: حرب تموز Ḥarb Tammūz og i Israel kaldt Anden Libanonkrig (Hebræisk: מלחמת לבנון השנייה)) var en militær konflikt mellem Hizbollah i Libanon og den israelske hær. Kampene varede fra 12. juli til 14. august 2006 og omfattede hovedsagelig raketangreb mod byer i Nordisrael og bomber mod mål i Libanon. Kampene dræbte godt tusind hovedsagelig civile libanesere og skadede den libanesiske infrastruktur. 1.000.000 libanesere og 200.000-400.000 israelere måtte evakueres, men de fleste kunne vende tilbage.

## Hizbollahs angreb
Kampene begyndte den 12. juli 2006, da Hizbollah angreb israelske soldater, der patruljerede ved grænsen mellem Israel og Libanon. Formålet var at fange israelske soldater, der kunne udveksles med libanesiske fanger fra israelske fængsler. Ved angrebet blev tre israelske soldater dræbt, mens to blev taget til fange og ført ind i Libanon. Israels reaktion på drabene og bortførelserne var at et bombardement af Hizbollahs tilholdssteder i det sydlige Libanon. Hizbollah affyrede nu Katjusja-raketter mod nordisraelske byer. Raketterne havde fået længere rækkevidde og nåede bl.a. den israelske storby Haifa, og boligområder blev ødelagt. Israels tab er ikke oplyst.

## Israels angreb
Det israelske luftvåben fløj mere end 12.000 kampmissioner, flåden affyrede 2500 granater, og hæren mere end 100.000. Store dele af den libanesiske infrastruktur blev ødelagt, blandt andet 640 km vej, 73 broer, Beiruts internationale lufthavn, havne, spildevandsanlæg, vand- og elforsyning, 25 benzinstationer, 900 erhvervsmæssige bygninger, næsten 350 skoler og to hospitaler og 15.000 hjem. Yderligere 130.000 hjem blev beskadiget.

### Tidslinie
- Tidligt den 13. juli 2006 begyndte Israel angreb på infrastruktur, som blev brugt til våbenforsyninger, ved at bombe Rafic Hariri-lufthavnen, som måtte lukke og omdirigere indkommende fly til Cypern.[5] Israel indledte derefter en luft- og søblokade af Libanon og bombede hovedvejen mellem Beirut og Damaskus.[5]
- Den 14. juli 2006 bombede Israels hær Nasrallahs hovedkvarter Beirut.[6] Nasrallah udtalte til Israel: "I vil have åben krig, og åben krig skal I få. Vi er klar til det."[7]
- Den 23. juli 2006 kørte israelske landstyrker ind i Maroun al-Ras i Libanon.[8]
- Den 25. juli 2006 angreb den israelske hær Hizbollah-styrker i Slaget om Bint Jbeil.
- Den 26. juli 2006 angreb og ødelagde israelske styrker en FN-observationspost.[9] Angrebet var kraftigt og stod på i timer, men Israel kaldte det senere et "utilsigtet angreb". FN-styrkerne foretog gentagne opkald[10] til de israelske styrker om faren for FN-observatørerne, hvoraf fire blev dræbt. Redningsfolk blev ramt af granater, da de forsøgte at nå frem til observationsposten. Ifølge en email sendt senere af en af de FN-observatører, som blev dræbt i angrebet,[hvordan sendt efter hans død?] havde det forekommet dagligt, at posten var under beskydning både fra israelsk artilleri og fra luften. FN-observatøren skrev angivelig, at et tidligere israelsk bombardement nær posten ikke havde været tilsigtet, men nærmere begrundet i "taktisk nødvendighed", en militær sprogbrug som den pensionerede canadiske general Lewis MacKenzie senere fortolkede således, at de israelske angreb var rettet mod Hizbollah-mål meget tæt på observationsposten.[kilde mangler]
- Den 27. juli 2006 udførte Hizbollah et bagholdsangreb mod israelske styrker i Bint Jbeil og dræbte 8 soldater, men Hizbollah kunne ikke indtage byen. Israel hævdede, at Hizbollah blev påført svære tab.[11]
- Den 28. juli 2006 dræbte israelske faldskærmstropper 26 af Hizbollahs kommandoelitesoldater i Bint Jbeil. I alt hævdede den israelske hær at have dræbt 80 krigere i slagene ved Bint Jbeil.[12]
- Den 30. juli 2006 bombede israelske fly et lejlighedskompleks i Qana, hvilket dræbte mere end 28 civile.[13]
- Den 31. juli 2006 kæmpede israelske styrker mod Hizbollah ved Ayta ash-Shab.
- Den 1. august 2006 begyndte israelske kommandosoldater "Operation Sharp and Smooth" og arresterede 5 civile, hvoraf en havde samme navn som Hizbollahs leder, Hassan Nasrallah. Alle civile blev løsladt efter indgåelsen af våbenhvilen.[14] Tropperne landede nær Dar al-Himkeh-hospitalet vest for Baalbek.
- Den 4. august 2006 angreb det israelske luftvåben en bygning nær al-Qaa i Bekaa-dalen. 33 landarbejdere, hovedsagelig syrere og libanesiske kurdere, blev dræbt.[kilde mangler]
- Den 5. august 2006 udførte israelske kommandosoldater et natligt angreb på Tyrus.[kilde mangler]
- Den 7. august 2006 udførte den israelske hær et luftangreb på Shiyyah, en forstad til Beirut, som ødelagde tre boligejendomme og dræbte mindst 50 civile mennesker.[kilde mangler]
- Den 11. august 2006 gennemførte den israelske hær et angreb på en konvoj ved Marjayoun. I konvojen indgik cirka 750 køretøjer, militær[Hizbollah?], libanesisk politi, civile og en journalist fra Associated Press. 7 blev dræbt og 36 såret.[kilde mangler]
- Den 12. august 2006 igangsatte den israelske hær et fremstød ved Litani i Sydlibanon. I løbet af weekenden tredobledes de israelske styrker i Sydlibanon.[15][16]
- Den 14. august 2006 meddelte det israelske luftvåben, at det havde dræbt lederen af Hizbollahs specialstyrker, som de navngav som Sajed Dewayer, hvorimod Hizbollah benægtede oplysningen.[17] 80 minutter før våbenhvilens ikrafttræden angreb den israelske hær en palæstinensisk fraktion i flygtningelejren Ain al-Hilweh i Sidon, hvilket dræbte en medarbejder fra FN-organisationen UNRWA. Seks dage tidligere var to flygtninge dræbt ved et angreb på lejren.[18]

Da konflikten brød ud, var mange dansk-libanesere på ferie hos deres familie i Libanon. Det danske udenrigsministerium gennemførte en evakuering af næsten 6000 danske statsborgere.[kilde mangler] Andre lande foretog også evakueringer.
Man har spekuleret over mulig indblanding fra Syrien og Iran, da disse lande har tætte forbindelser til Hizbollah.[kilde mangler]

## Baggrund
Israel og Hizbollah har forskellige bud på konfliktens opståen.

### Israels beskrivelse
Klokken 9:05 den 12. juli 2006 indledte Hizbollah et afledningsangreb med Katjusja-raketter og mortérer på israelske militære positioner og på de israelske byer Even Menahem og Mattat. Under disse angreb blev fem civile såret. Samtidigt angreb en gruppe Hizbollah-soldater to israelske pansrede Humvee-køretøjer langs den israelsk-libanesiske grænse med panserværnsraketter. Ved dette angreb tog Hizbollah to israelske soldater til fange og dræbte tre andre. Yderligere fem soldater[fra hvilken side?] blev dræbt senere samme dag på den libanesiske side af grænsen under en israelsk befrielsesmission, som mislykkedes. I en rapport[kilde mangler] hævder det libanesiske politi, at de israelske soldater blev angrebet og tilfangetaget på den libanesiske side af grænsen under en mission, der angiveligt havde til formål at infiltrere den libanesiske by Ayta al-Sha`b, men FN, EU og fremtrædende nyhedsbureauer[kilde mangler] mener, at hændelsen fandt sted på den israelske side af grænsen. I et interview med The Times den 2. august 2006 fortalte den israelske premierminister Ehud Olmert, at krigen ikke kun blev startet med drabene på otte israelske soldater og kidnapningen af to andre, men også med affyringen af Katjusja- og andre raketter mod israelske byer samme dag.[kilde mangler]
Hizbollahs angreb blev navngivet Operation ærligt løfte (Engelsk: Operation Truthful Promise) efter en erklæring fra dets leder Sayyid Hassan Nasrallah om at tilfangetage israelske soldater og bruge dem til udveksling med Samir Kuntar og andre libanesiske fanger i Israel. Nasrallah proklamerede, at ingen militær operation kunne frigive dem; fangerne vil kun blive frigivet gennem forhandlinger.[kilde mangler]

### Hizbollahs beskrivelse af konflikten
Ifølge Hizbollah gik konfliktens rødder 24 år tilbage til tiden, hvor Israel gjorde op med PLO, hvilket i stedet førte til grundlæggelse af den langt stærkere organisation Hizbollah. Dette skete efter den israelske invasion og besættelse af det sydlige Libanon i 1982. Hizbollahs formål var at genvinde det besatte land og befri libanesere, som blev taget til fange under besættelsen. Hizbollah og Israel har været i åben krig i årtier af denne grund. Israel forlod til slut det meste af det sydlige Libanon i 2000, men besætter fortsat Shebaa og har desuden fængslet tusinder af libanesere. Hizbollah og den israelske hær har siden 2000 løbende haft sammenstød langs grænsen. Israel har gentagne gange lavet modangreb og taget fanger.